# Куліґі (Вармінсько-Мазурське воєводство)
Куліґі (пол. Kuligi, нім. Kulingen) — село в Польщі, у гміні Ґродзічно Новомейського повіту Вармінсько-Мазурського воєводства.
Населення — 328 осіб (2011).
У 1975-1998 роках село належало до Торунського воєводства.

## Демографія
Демографічна структура станом на 31 березня 2011 року:
|          | Загалом | Допрацездатний вік | Працездатний вік | Постпрацездатний вік |
| -------- | ------- | ------------------ | ---------------- | -------------------- |
| Чоловіки | 169     | 45                 | 110              | 14                   |
| Жінки    | 159     | 38                 | 91               | 30                   |
| Разом    | 328     | 83                 | 201              | 44                   |